# Literaturfest Kleinwalsertal

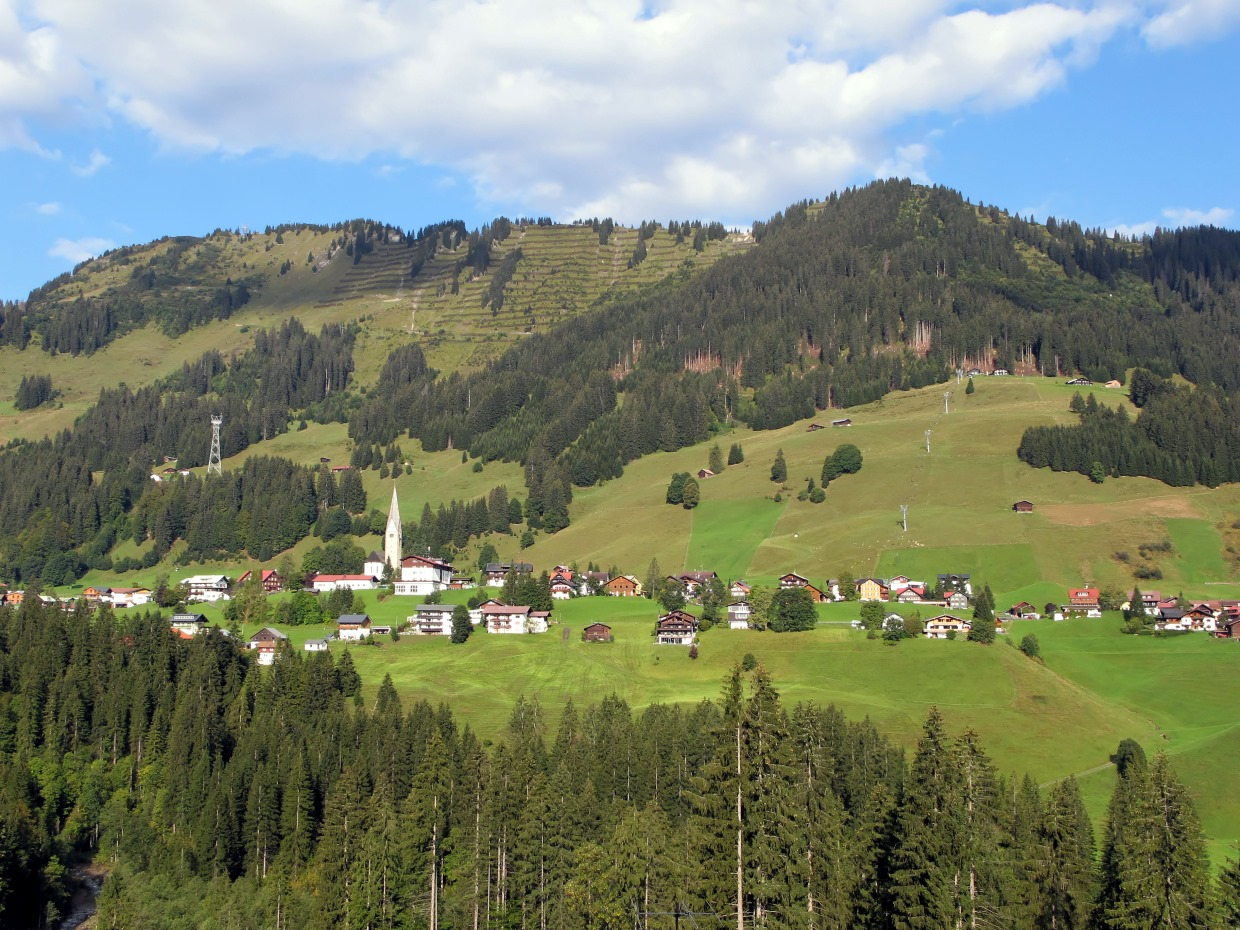
Mittelberg, Kleinwalsertal

La Literaturfest Kleinwalsertal es un festival literario que tiene lugar en el valle de Kleinwalsertal en la región de Voralberg en Austria.
Este festival propone lecturas y eventos en lugares poco comunes del valle, ya sea en un lugar especial, como una piscina, o itinerante con lecturas realizadas a pie o en autobús.

## Historia
La Literaturfest Kleinwalsertal es un proyecto de cooperación entre el Kleinwalsertal Tourismus eGen y la red Literatur-Vorarlberg, que incluye la participación de la Literaturhaus Allgäu. El festival es un evento bienal, cuya primera edición tuvo lugar en el otoño de 2017.
Las dos primeras ediciones se realizaron durante 2 y 3 días y se estructuraron en torno a un tema central. Los eventos literarios programados fueron lecturas y debates en presencia de los autores, recorridos de lectura, exhibiciones y un concurso de slam.
En el valle vecino, el festival Walserherbst, otro festival cultural tiene lugar cada año al final del verano en la Reserva de la Biosfera Großes Walsertal.

### Edición 2017
El tema de este estreno, que tuvo lugar los días 29 y 30 de septiembre de 2017, fue "Sich aufmachen! "(¡Comienza!)
Michael Stavarič inauguró esta edición con una lectura de su novela Stillborn y una discusión.
Desde el principio, el festival ha declarado su voluntad de llevar literatura a lugares donde no suele estar presente, manteniendo los temas.
Por ejemplo, hubo lecturas sobre el rescate de dialectos en la estación de rescate de la montaña en Mittelberg, en la sala de reuniones del banco privado Walser, en la cocina del Hotel Birkenhöhe o en el autobús "histórico" del estacionamiento de Moos en Mittelberg.
También se realizó una exposición en el Walserdruck de Riezlern, en la biblioteca de Mittelberg, en el Walserhaus o en la residencia del artista de la xilografía Detlef Willand con una performance que mezclaba palabras y dibujos.
También abrieron sus espacios la Alte Krone y los centros turísticos de valle y montaña del Walmendingerhorn, así como el restaurante de montaña, donde tuvo lugar una batalla de poesía y slam entre Peter Fitz (Austria) y Alex Burkhard (Alemania).

### Edición 2019
La segunda edición tuvo lugar los días 11, 12 y 13 de octubre de 2019 y tuvo como tema: "Überschreiten" (¡Ir más allá!).
El festival, que así se llevó a cabo durante 3 días, comenzó con una noche enteramente dedicada a una competencia de slam, Slam im Tal #8, con la actuación de un panel de jóvenes artistas de habla alemana en competencia.
Y como en la edición de 2017, los autores y participantes se encontraron en lugares raramente asociados con la literatura: una iglesia, una piscina o un búnker. La elección de estos espacios está ligada al contenido literario de las obras que son el escenario, según el afán de los organizadores del festival de crear una fuerte interacción entre ambos.
El escenario de "Panorama Poetry" fue por lo tanto un centro turístico de alta montaña, Walmendingerhornbahn en Mittelberg. Para esta edición, en la ciudad de Riezler se abrieron la iglesia parroquial, el Almhof Rupp, la piscina, el salón del museo y el búnker del centro escolar como lugares para intentar conectar textos, actores y espacios en una relación significativa. Esta última, por ejemplo, se utilizó para presentar una "novela escolar", resultado de un proceso de escritura colectiva llevado a cabo por dos clases de Kleinwalsertal.

### Edición 2021
La próxima edición está programada para el otoño 2021.